# Red Bull Flugtag

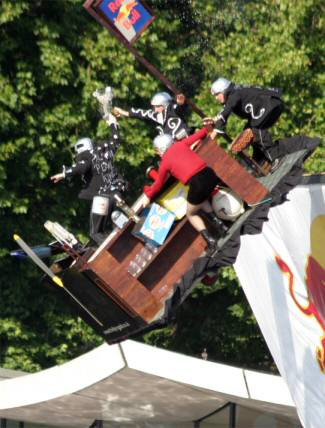
"Bar voador" em competição em Londres, 2003

Red Bull Flugtag é um evento proprietário e operado pela Red Bull onde competidores tentam voar em máquinas caseiras impulsionadas por eles mesmos. As máquinas são geralmente lançadas de uma rampa de cerca de 9m rumo ao mar (ou reservatório de água suficientemente grande). A maioria dos competidores participa apenas por entretenimento, fantasiados de acordo com um determinado tema, e as máquinas raramente conseguem voar.

## Aeronaves de propulsão humana
Ao contrário do que é largamente publicitado e difundido pelas imagens deste evento, a história de aeronaves movidas por propulsão humana tem um grande historial de sucesso, nomeadamente:
- Gossamer Albatross - primeiro ciclo-avião a cruzar o Canal da Mancha em 1979
- MIT Daedalus - primeiro ciclo-avião a unir duas ilhas a mais de 100 Km - Creta e Santorini, em 1988.